# هونورا سنيد
هونورا أيدجورث (بالإنجليزية: Honora Sneyd)‏ (المعروفة باسم سنييد)، كاتبة إنكليزية عاشت في القرن الثامن عشر في الفترة الممتدة بين (1751-1780)، عُرفت بشكل أساسيّ بارتباطها مع الشخصيات الأدبية المعروفة في ذلك الوقت، خاصة «آنا سيوارد» و«المجتمع القمري» –نادٍ ومجتمعٌ علمي غير رسمي من صناعيين وفلاسفة طبيعة ومفكرين– بالإضافة لعملها في تعليم الأطفال. وُلِدت سنييد في مدينة باث عام 1751، وبعد وفاة والدتها عام 1756، نشأت في كنف «توماس سيوارد» وزوجته «إليزابيث» في مدينة ليتشفيلد في مقاطعة ستارفوردشاير حتى عام 1771 حين عادت لمنزل والدها. أثناء فترة رعايتها، تشكّلت بين هونورا وآنا سيوارد –ابنة توماس وإليزابيث– علاقة وثيقة جدًا.
بعد فترة خطوبة رومانسية جدًا جمعتها مع «جون آندريه» ورفضها لعرض «توماس دي»، تزوّجت هونورا في عام 1773 من «ريتشارد أيدجورث» كزوجة ثانية له، وعاشت معه حتى عام 1776 في مزرعة عائلية في ايرلندا. وبالإضافة لتربية وطفلاها التي أنجبتهما منه، فقد ساعدته في تربية أولاده من زوجته الأولى بمن فيهم «ماريا إيدجوورث». عند عودتها إلى إنجلترا، عانت هونورا من مرض السل، والذي كان غير قابل للشفاء لتموت على إثره عام 1780 في مدينة ويستون في ستارفوردشاير. كانت هونورا موضوعًا لعدد من قصائد «آنا سيوارد»، وقام زوجها بتطوير مفاهيم تعليم الطفولة، نتج عن ذلك كله سلسلة من الكتب ك (التعليم العملي) المبنيّ على ملاحظاتها لأطفال إيدجوورث. عُرفت هونورا بموقفها على حقوق المرأة عبر رفضها الحاد للاقتراح المُقدّم في اليوم التي لخّصت فيه وجهة نظرها بموضوع المساواة في الزواج.
كانت هونورا الابنة الثالثة لوالدها «إدوارد سنييد» الذي عاش في ستارفوردشاير ووالدتها «سوزانا كوك» من إيسكس. عمل والدها رائدًا في الحرس الملكي للخيول، ونُصّبَ في المحكمة كحاجبٍ نبيل، تزوّج والدها عام 1742، كانت هونورا واحدةً من ثمانية أطفال والابنة الثانية من أصل ستة على قيد الحياة. عندما توفيت والدتها عام 1757، كانت هونورا تبلغ من العمر ست سنوات فقط عندما وجد والدها نفسه غير قادر على رعاية جميع أبنائه. ثم عرض على العديد من الأصدقاء والعلاقات استقبالهم.

## التبني من قِبل عائلة سيوارد (1756-1771)
انتقلت هونورا للعيش في منزل عائلة سيوارد-أصدقاء عائلتها-وكانت أصغر بسبع سنوات من ابنتهما «آنا سيوارد» ذات الثلاثة عشر عامًا، حيث عاشوا في قصر الأسقف في الواقع بالقرب من الكاتدرائيّة، فقدت عائلة سيوارد خمسةً من أطفالهم من بعد أول ابنتين، وبالرغم من أن الحضانة لم تكن شائعة في ذلك الوقت، إلا أن هونورا نشأت في كنف العائلة وكأنها واحدة منهم، وصفت «آنا سيوارد» في قصيدتها «الذكرى السنوية (1769)»، كيف التقت وشقيقتها الأصغر منها «سارة» ب هونورا أثناء عودتهم من المشي. في البداية كانت هونورا أكثر ارتباطًا بسارة كونها الأقرب إليها عمرًا، لكن سارة توفيت بداء (التيفوس/حمى نمشية) عام 1764 وهي في سن التاسعة عشر، وهنا أصبحت هونورا ذات الثالثة عشر من العمر مسؤولة من الأخت الكبرى آنا. عزّت آنا نفسها بوفاة أختها عن طريق عطفها على هونورا، كما وصفتها في قصيدتها الرؤى التي كتبتها بعد أيام من موت سارة، أعربت آنا عن أملها بأن تحلّ هونورا -التي وصفتها ب (هذه الزهرة المغروسة) -محل أختها المتوفاة –والتي أشارت لها باسم آليندا-في عواطفها وعواطف والديها، طوال حياتها كانت صحة هونورا ضعيفة جدًا، حيث عانت من أول نوبة سل التي كانت ستكلفها حياتها لاحقًا عام 1766، وكانت حينها في سن الخامسة عشر. بالرغم من ذلك اعتقدت آنا بأنها اكتشفت العلامات الأولى لمرضها قبل عامين 1764، عندما كانت تبلغ من العمر الثالثة عشر عامًا.

## التعليم
عندما كانت في ليشتفيلد، تأثرت هونورا بكانون سيوارد وآرائه التقدميّة في تعليم الإناث، والذي عبّر عن ذلك صراحة في قصيدته «حقوق الإناث في الأدب 1748». وُصفت بأنها ذكيّة ومهتمة بالعلوم، كما أنها طوّرت حبًا كبيرًا للأدب من آنا سيوارد.
كانت هونورا طالبة بارعة، التحقت بالمدرسة النهارية في ليتشفيلد حيث كانت تتحدّث الفرنسية بطلاقة، وتترجم لأختها الأكبر منها-بالوصاية-كتاب جولي للكاتب جاك روسو. بالرغم من مواقف كانون سيوارد التقدّمية في تعليم الإناث نسبةً لذاك العصر على عكس مواقف زوجته؛ إلا أنهم كانوا ليسوا ليبراليين بشكل مفرط، من بين المواضيع التي علّمها؛ اللاهوت، الحساب، كيفية القراءة، كتابة وإلقاء الشعر. بالرغم من انحرافه عما اعتبره «إنجازات غرفة الرسم التقليدية»، إلا أنه شجعهم على الابتعاد عن دور الأنثى لتقليدية. مع ذلك كانت هناك إغفال واضح للغات والعلوم بالرغم من أنها تُركت حرّة لمتابعة ميولهم الشخصية، ولتحقيق غايتهم هذه، عُرضوا على دائرة من الرجال المتعلمين ممن كانوا يرتادون قصر الأسقف في ليتشفيلد حيث كانوا يعيشون، والتي أصبحت في وقت لاحق مركز دائرة أدبية جمع «ديفيد جاريك»، «إيراسموس داروين»، «صموئيل جونسون» و«جيمس بوسويل». وقد شُجّع الأطفال على المشاركة في المحادثات.